# Situation (BEAT CRUSADERSのアルバム)
「Situation」（シチュエーション）は、日本のロックバンドBEAT CRUSADERSのDVDシングル及び楽曲。2010年8月4日、デフスターレコーズよりリリース。

## 概要
- 2010年6月6日に「散開（解散）」を発表したBEAT CRUSADERS最後のリリースとなるDVDシングル。CD作品を含めるとメジャー8枚目、バンドとしては通算13枚目のシングルである。DVDシングルの発売は「LOVEPOTION #9」以来となる。
- 本作はマルチアングル仕様となっており、メンバー5人のオーディオコメンタリーと5人それぞれをフィーチャーしたものと、カラオケバージョン、総じて8バージョンが収録されている。
- 本作リリースから約1ヶ月後の2010年9月4日にライブ『OTODAMA'10〜音泉魂〜』に出演し、これをもってバンドの活動に幕を下ろした。
- なお、本作に収録されている楽曲は、後に発売されたアルバム「REST CRUSADERS」に CD化され収録された。

## 収録曲
1. Situation
（作詞：ヒダカトオル 作曲・編曲：BEAT CRUSADERS）

＊Multi Angle仕様
- Situation （Audio Commentary）
- Situation （ヒダカver.）
- Situation （タロウver.）
- Situation （クボタver.）
- Situation （ケイタイモver.）
- Situation （マシータver.）
- Situation （カラオケver.）